# Халаифонуа, Дэвид
Дэвид Халаифонуа (англ. David Halaifonua, родился 5 июля 1987 года на Вавау) — тонганский регбист, выступающий на позиции винга и фулбэка, игрок английского клуба «Амптхилл».

## Биография

### Клубная карьера
Окончил колледж Тупоу. Регбийную карьеру начинал в австралийском клубе «Уорринга», в котором играл за Кубок Tooheys New и за Щит Шута. Позже играл за клуб «Канди» с Шри-Ланки вместе с Хале Ти Поле и Паула Кахо, а также выступал за французский «Бержерак» в Федераль 1 (третий по силе дивизион Франции).
4 декабря 2014 года перешёл в клуб «Глостер» чемпионата Англии, с которым выступал в сезоне 2014/2015. Халаифонуа перешёл с группой игроков, среди которых были Сионе Каламафони, Алеки Лутуи и Сила Пуафиси. 26 апреля 2018 года перешёл в команду «Ковентри», вышедшую в Чемпионшип, с которой играл в сезоне 2018/2019.
В сезоне 2020/2021 стал игроком клуба «Лондон Скоттиш», однако от участия в Чемпионате Регбийного союза команда отказалась в связи с пандемией COVID-19 и расходами, необходимыми для перевода клуба на полу-профессиональную основу. Сезон провёл за команду «Амптхилл».

### Карьера в сборной
Дебютировал за сборную Тонги 13 июня 2009 года в Нукуалофе матчем против Фиджи на Кубке тихоокеанских наций (поражение 22:36). Со сборной Тонги играл на чемпионатах мира 2015 и 2019 годов (сыграл там 6 встреч всего). В составе сборной Тонги по регби-7 также выступал в Мировой серии: в сезоне 2011/2012 на этапе в Голд-Косте, в сезоне 2012/2013 на этапах в Веллингтоне и Голд-Косте.

### Вне регби
Увлекается рыбалкой.